# Deborah Coulls
Deborah Coulls (* 1955 in Sydney) ist eine australische Schauspielerin. 
Coulls spielte von 1977 bis 1993 unter anderem in den Fernsehserien The Restless Years, Skyways, Stay Dead und G.P. mit. 2006 spielte sie in den Fernsehserien Meine peinlichen Eltern und H2O – Plötzlich Meerjungfrau mit.

## Filmografie (Auswahl)
- 1977: The Restless Years
- 1979: Skyways (Fernsehserie, 50 Folgen)
- 1981: Lady Stay Dead
- 1985: Bandit aus gutem Hause – Die Captain Starlight Legende (Robbery under arms)
- 1992/1993: Paradise Beach (Fernsehserie)
- 2006: Meine peinlichen Eltern (Mortified, Fernsehserie, 1 Folge)
- 2006–2007: H2O – Plötzlich Meerjungfrau (H2O: Just Add Water, Fernsehserie, 8 Folgen)

## Weblink
- Deborah Coulls bei IMDb

| Personendaten    | Personendaten               |
| ---------------- | --------------------------- |
| NAME             | Coulls, Deborah             |
| KURZBESCHREIBUNG | australische Schauspielerin |
| GEBURTSDATUM     | 1955                        |
| GEBURTSORT       | Sydney, Australien          |